# Physalaemus pustulatus
Physalaemus pustulatus és una espècie de granota que viu a l'Equador i el Perú.
Està amenaçada d'extinció per la pèrdua del seu hàbitat natural.